# Abdulla al-Hashash
Abdulla Duaij Abdulla Khalifa al-Hashash (arabisch عبد الله دعيج الحشاش, DMG ʿAbd Allāh Duʿaiǧ al-Ḥaššāš; * 25. Januar 1996 in Riffa) ist ein bahrainischer Fußballspieler.

## Karriere

### Verein
Er begann seine Karriere 2019 im Erwachsenen-Bereich beim Busaiteen Club, bevor er im November 2020 zum amtierenden Meister al-Hidd wechselte. Nach einer Saison hier wechselte er im Sommer 2021 auf Leihbasis zum Budaiya Club. Seit Mai 2022 spielt er mittlerweile für al-Ahli.

### Nationalmannschaft
Seinen ersten bekannten Einsatz im Trikot der bahrainische A-Nationalmannschaft hatte er am 27. Januar 2022 bei einem 3:1-Freundschaftsspielsieg über Uganda, wo er in der 75. Minute für Mahdi Abduljabbar eingewechselt wurde und auch gleich noch in der 89. Minute sein erstes Länderspieltor erzielte. In den nächsten Monaten kamen noch weitere Freundschaftsspiele dazu und ab November 2023 folgten Einsätze in der Qualifikation für die Weltmeisterschaft 2026. Auch für den Kader bei der Asienmeisterschaft 2024 wurde er nominiert und machte gleich im ersten Gruppenspiel gegen Südkorea auch sein Turnierdebüt, bei dem er in der Startelf stand. Durch sein Tor in der 51. Minute konnte er den Spielstand kurzzeitig auf 1:1 ausgleichen, wobei diese Führung nicht lange anhielt und seine Mannschaft am Ende mit 1:3 verlor.